# Cyathea schliebenii
Cyathea schliebenii là một loài dương xỉ trong họ Cyatheaceae. Loài này được Reimers mô tả khoa học đầu tiên năm 1933.
Danh pháp khoa học của loài này chưa được làm sáng tỏ. 